# Stade Dr. Issoufou Joseph Conombo
Het Stade Dr. Issoufou Joseph Conombo is een multifunctioneel stadion in Ouagadougou, Burkina Faso. Het stadion wordt vooral gebruikt voor voetbalwedstrijden. In het stadion kunnen 15.000 toeschouwers. Het stadion wordt door de voetbalclub Santos FC Ouagadougou gebruikt voor zijn thuiswedstrijden. Het stadion heette eerst Stade Municipal, maar is sinds 10 december 2015 vernoemd naar Dr. Issoufou Joseph Conombo, die was premier van Opper-Volta tussen 1978 en 1980.

## Afrika Cup
In 1998 werd van dit stadion gebruik gemaakt voor wedstrijden op het Afrikaans kampioenschap voetbal, dat van 7 februari tot en met 28 februari 1998 in Burkina Faso werd gehouden. Er werden 8 groepswedstrijden, de kwartfinale tussen Ivoorkust en Egypte (0–0) en Marokko tegen Zuid-Afrika (1–2) en de troostfinale tussen Congo-Kinshasa en Burkina Faso (4–4) gespeeld.

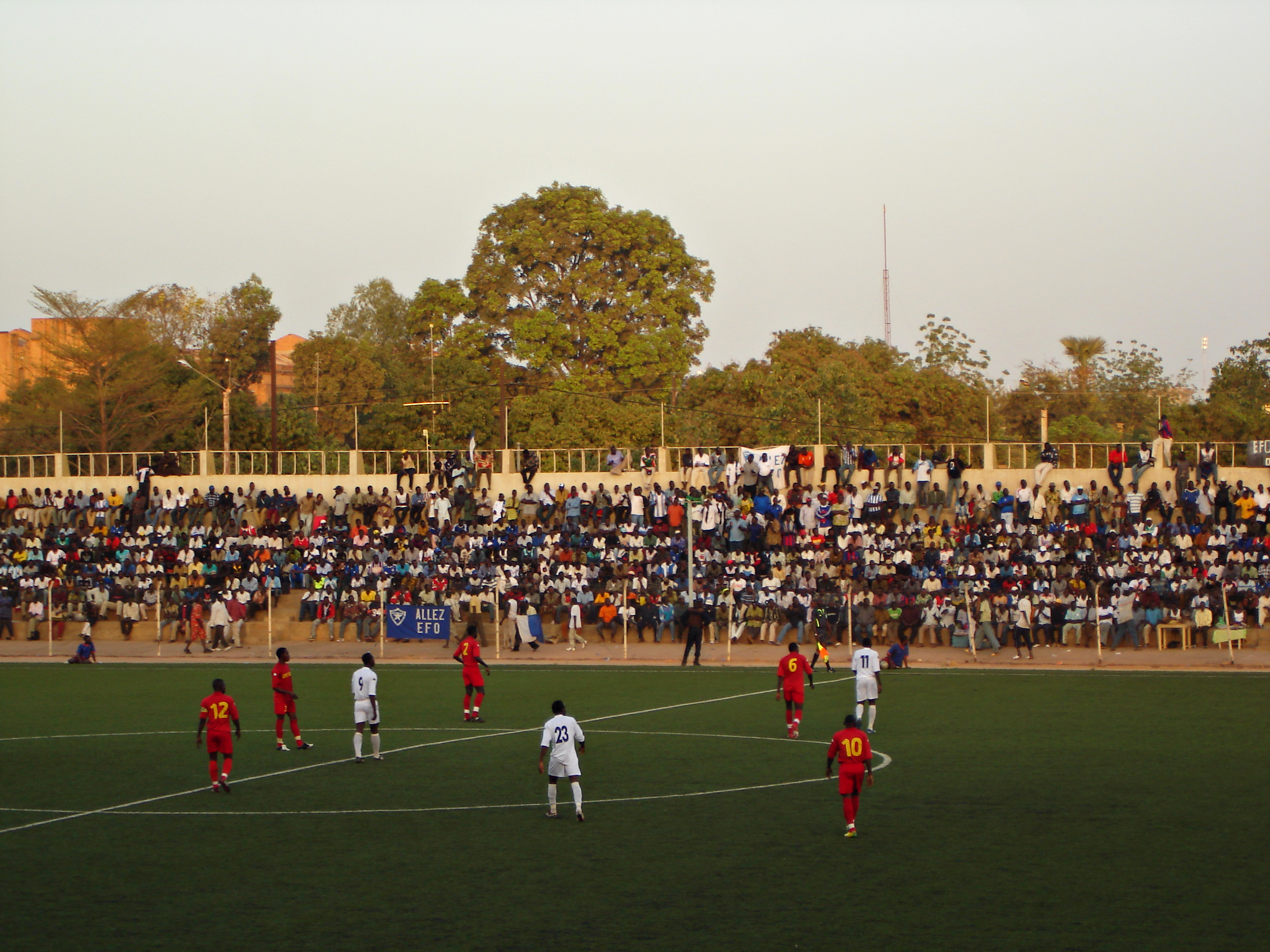
Publiek tijdens een wedstrijd tussen Étoile Filante Ouagadougou en ASFA-Yennenga Ouagadougou (februari 2008)